# Choderkowce
Choderkowce (dawniej Chodorkowice) – wieś na Ukrainie w rejonie lwowskim (do 2020 roku w rejonie żydaczowskim) należącym do obwodu lwowskiego. Przez wieś przebiega ukraińska droga krajowa N09.

## Położenie
Na podstawie Słownika geograficznego Królestwa Polskiego i innych krajów słowiańskich: Choderkowce to wieś w powiecie bóbreckim, nad rzeczką Ług, 6,6 km na południe od Bóbrki.

## Historia
Świętosław (Świech) herbu Leliwa, poświadczony w latach 1415–1441, kupił w 1415 od Dymitra Wołkowicza Sieniawę i Chodorkowice. Synami  Świętosława (Świecha) byli Mikołaj i sędzia ziemski lwowski Gunter Sieniawski z Wojniłowa (zm. ok. 1494). Oni bezpośrednio po nim odziedziczyli wsie Sieniawę i Chodorkowice.